# Jens Dittmar

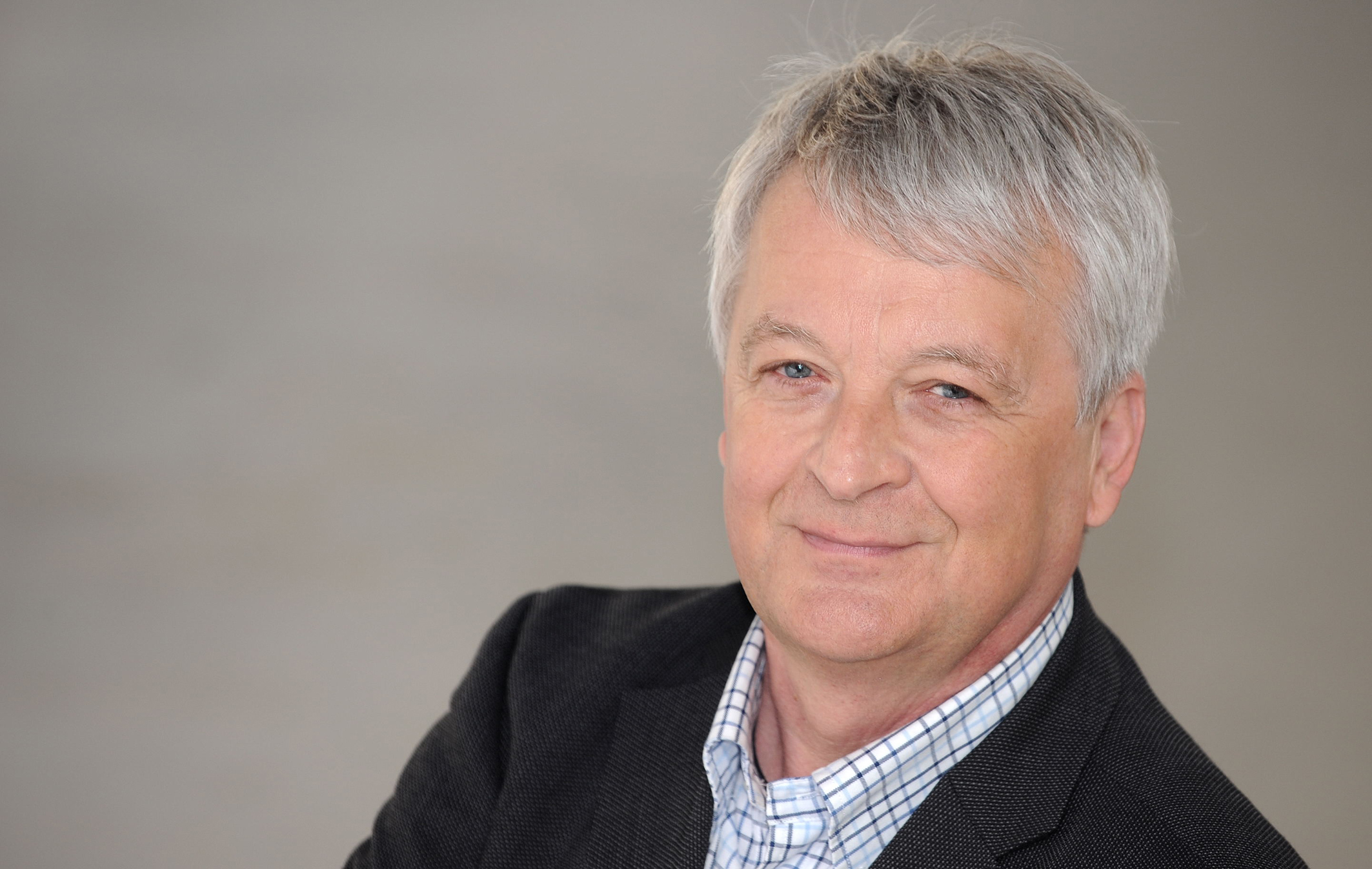
Jens Dittmar (2010)

Jens Dittmar (* 9. Juli 1950 in Saarbrücken) ist ein Liechtensteiner Autor und Herausgeber.

## Leben
Jens Dittmar verbrachte seine Kindheit und Jugend in Liechtenstein. Nach dem Studium der Germanistik in Zürich und Wien, das er mit einer Arbeit über Thomas Bernhard abschloss, arbeitete er 25 Jahre lang im Verlagswesen, u. a. als Redaktionsleiter in München und als Lektor in Stuttgart. Danach war er Dramaturg und Geschäftsführer eines Kunstraums.
Dittmar ist Herausgeber einer Reihe von Büchern, darunter einer Thomas-Bernhard-Werkgeschichte (1981/1990) im Suhrkamp Verlag. Geschenkbände und Anthologien folgten, u. a. eine Gesamtdarstellung der Lyrik aus Liechtenstein. Von Heinrich von Frauenberg bis heute (2005).
Seit 2008 widmet er sich eigenen literarischen Projekten. Der Autor ist verheiratet und lebt in Balzers/Fürstentum Liechtenstein.

## Publikationen
- Basils Welt. Eine Zumutung. Bucher, Hohenems 2010, ISBN 978-3-99018-017-4.
- Als wär’s ein Stück Papier. Erzählungen. Bucher, Hohenems 2011, ISBN 978-3-99018-046-4.
- Sterben kann jeder. Roman. Bucher, Hohenems 2012, ISBN 978-3-99018-125-6.
- So kalt und schön. Ein Sonderweg. Bucher, Hohenems 2014, ISBN 978-3-99018-246-8.
- Falknis. Eine Mordgeschichte. Bucher, Hohenems 2017, ISBN 978-3-99018-417-2.
- Baby Palazoles. Ein Reigen.Mit Illustrationen von Felix Scheinberger. Bucher, Hohenems 2019, ISBN 978-3-99018-507-0.
- Neulich in Bärwalde. Roman. Edition Königstuhl, St. Gallenkappel 2022, ISBN 978-3-907339-27-5
- Bücher/Schlachten. In Verse gebracht von Jens Dittmar. Edition Königstuhl, St. Gallenkappel 2024, ISBN 978-3-907339-59-6.
- Der Fremdling. Prosa, Gedichte und Optische Poesie. Edition Howeg, Zürich 2025, ISBN 978-3-85736-394-8.

## Herausgeber
- Thomas-Bernhard-Werkgeschichte. Frankfurt 1981 ISBN 3-518-38502-X (aktualisierte Neuausgabe 1990)
- Elf Jahre Tangente. Chronik der Ereignisse. Eschen 1990
- Der Bernhardiner. Ein wilder Hund. Tomaten, Satiren und Parodien über Thomas Bernhard. Wien 1990 ISBN 3-7046-0167-5
- Sehr geschätzte Redaktion. Leserbriefe von und über Thomas Bernhard. Wien 1991 ISBN 3-7046-0228-0
- Aus dem Gerichtssaal. Thomas Bernhards Salzburg in den 50er Jahren. Wien 1992 ISBN 3-7046-0315-5
- Sehr gescherte Reaktion. Leserbrief-Schlachten um Thomas Bernhard. Wien 1993 (2., verschlechterte Aufl.) ISBN 3-7046-0374-0
- Vom Logos zum Mythos. Buchobjekte. Stuttgart 1993
- Europa erlesen: Liechtenstein. Klagenfurt 2000 ISBN 3-85129-316-9
- Weihnachten mit Goethe. Berlin 2000 ISBN 3-351-02906-3
- Weihnachten mit Fontane. Berlin 2000 ISBN 3-351-02905-5
- Weihnachten mit Fallada. Berlin 2000 ISBN 3-351-02904-7
- Loreley am jungen Rhein. Schaan 2003 ISBN 3-905437-01-5
- Damals in Liechtenstein. Triesen 2003 ISBN 3-905501-60-0
- Winter in Liechtenstein Bd. 1. Triesen 2003 ISBN 3-905501-61-9
- Winter in Liechtenstein Bd. 2. Triesen 2004 ISBN 3-905501-74-0
- Lyrik aus Liechtenstein. Schaan 2005 ISBN 3-905762-00-5
- Von Hand. Schriftzüge durch Liechtenstein. Hohenems 2020 ISBN 978-3-99018-551-3